# FC Djursland
FC Djursland var en eliteoverbygning på fem fodboldklubber fra Djursland: Grenaa IF, Østdjurs og Stenvad Boldklub hvoraf fodboldafdelingerne i Åstrup IF og Hammelev IF allerede i 1995 havde indgået en delvis fusion som Åstrup/Hammelev Fodbold. Overbygningen overtog Grenaa IF's DBU-licens og startede sæsonen 2009-10 i Danmarksserien. Klubben har hjemmebane på Grenaa Stadion.
Klubbens meldte i 2008 ud, at ambitionen var at spille i 1. division inden for fire år. Denne ambition blev ikke indfriet, og klubbens bedste hold lå ultimo 2023 i Jyllandsserien.
Overbygningen ophørte pr 1. januar 2024, hvorefter FC Djurslands højest rangerede hold i Jyllandsserien-1 fortsætter som organisation og økonomi under Grenaa IF Fodbold